# Бэмби (мультфильм)
«Бэ́мби» (англ. Bambi, также «Бемби») — пятый по счёту классический полнометражный анимационный фильм, снятый студией «Walt Disney Productions» в 1942 году по мотивам книги австрийского писателя и журналиста Феликса Зальтена «Бэмби».
«Бэмби» номинировался на «Оскар» в трёх категориях — лучшая песня («Love Is A Song»), лучшая музыка и лучший звук, однако, не получил ни одной награды. В год премьеры мультфильм провалился в прокате, но при повторных показах (c 1947 по 1948) начал стремительно набирать популярность и вскоре стал культовым. В 1948 году картина получила премию «Золотой глобус». Также «Бэмби» был самым любимым мультфильмом Уолта Диснея.
По результатам опроса 2006 года Los Angeles Business, «Бэмби» был признан лучшим диснеевским мультфильмом, набрав 21 % голосов (для сравнения — «Белоснежка и семь гномов» получил 20 % голосов).
В 2011 году фильм вошёл в Национальный реестр фильмов Соединённых Штатов Америки.

## Сюжет
Мультфильм начинается с рождения нового Принца леса — оленёнка Бэмби. Вместе со своими первыми друзьями — зайчонком Топотуном и его сёстрами — он учится ходить, говорить и знакомится с другими обитателями леса. Неожиданной для него становится встреча с Фэлин — маленькой оленихой, которая находит общение с Бэмби весьма забавным занятием. Бэмби, однако, совсем не разделяет радости Фэлин. Бэмби встречается со своим отцом — Великим Князем леса — самым уважаемым оленем во всём лесу.
Вслед за осенью приходит зима — самое трудное время в жизни Бэмби — но и она не длится вечно. Появляются первые лучи весеннего солнца, и Бэмби вместе с матерью снова отправляются на луг, где находят первую весеннюю траву.
Увы, мирная прогулка заканчивается трагедией — пуля вновь появившегося охотника на этот раз всё-таки настигает маму Бэмби. Не разобравшись в том, что случилось, Бэмби тщетно пытается отыскать свою мать в погружающемся в ночную тьму лесу. Но к сожалению, вместо мамы он находит Великого Князя, который даёт понять, что мама никогда не придёт.
Наступает весна, и старые друзья — Бэмби, Цветочек и Топотун — встречаются снова. Бэмби уже совсем не тот, что раньше — у него выросли рога, и из застенчивого и пугливого ребёнка он превращается в молодого оленя. Весна — период любви, и встретившись со старой знакомой Фэлин, Бэмби влюбляется в неё — и друзья его тоже не остаются обделёнными. Внезапно появляется его старый враг Ронно, которого главный герой побеждает. Однако, самая главная опасность ещё впереди — человек устраивает пожар.
Превращённый в пепелище лес начинает перерождаться. Финальный аккорд мультфильма — рождение у Бэмби и Фэлин двух оленят, удивительно похожих на своих родителей. Поняв, что его время прошло, Великий Князь леса уступает своё место окончательно повзрослевшему Бэмби.

## Персонажи
- Бэмби (Bambi): Бэмби — главный персонаж мультфильма. Впервые мы видим его совсем маленьким, едва умеющим ходить. Он робок и пуглив, но быстро привыкает ко всему новому и учится радоваться жизни.
- Мать Бэмби: воспитывает Бэмби в одиночестве. Очень осторожна и умна, всеми силами старается защитить Бэмби от возможной опасности. Тем не менее, её убивает человек.
- Топотун  (Thumper): храбрый, энергичный и самостоятельный заяц. Своё имя Топотун получил из-за способности топотать задней лапой по поводу и без повода. Склонен бросать беззастенчивые фразы, за которые ему приходится отвечать перед матерью.
- Цветочек (Flower): этого скромного и застенчивого скунса так назвали по чистой случайности — маленький Бэмби перепутал его с цветком. Однако, похоже, Цветочек более чем доволен своим новым именем. В конце мультфильма называет сына в честь своего друга — Бэмби.
- Фэли́н (Faline): олениха — подруга Бэмби, с которой он случайно знакомится на лугу; по натуре Фэлин очень энергична и жизнерадостна, влюблена в Бэмби. Каждая их встреча — это неожиданность для Бэмби.
- Великий Князь (Great Prince): степенный и немногословный отец Бэмби. Согласно словам матери Бэмби, Великий Князь — самый мудрый олень в лесу. Его задача — охранять лесных обитателей от нашествий Человека. Даёт понять Бэмби, что мама больше никогда не вернётся.
- Ро́нно (Ronno): вторичный антагонист мультфильма, появляется лишь один раз — как неожиданный соперник Бэмби в борьбе за внимание Фэлин. Однако, в мидквеле «Бэмби 2» Ронно является одним из главных персонажей. Но во взрослом виде он все таки проигрывает Бэмби, так как Ронно поклялся отомстить, и месть не принесла результатов.
- Человек (Man): главный антагонист мультфильма и абсолютный враг леса, несущий с собой страх и смерть. Является убийцей матери главного героя.
- Оленята — дети главных героев. Появляются только в самом финале.

## Роли озвучивали
| Персонаж           | Оригинальное озвучивание                                    |
| ------------------ | ----------------------------------------------------------- |
| Бэмби              | Бобби Стюарт / Донни Данаган Гарди Олбрайт / Джон Сазерленд |
| Мать Бэмби         | Паула Уинслоу                                               |
| Топотун            | Питер Бен / Тим Дэвис Сэм Эдвардс                           |
| Цветочек           | Стэн Александр / Тим Дэвис Стерлинг Холлоуэй                |
| Фэлин              | Камми Кинг Энн Джиллис                                      |
| Великий Князь Леса | Фред Шилдз                                                  |
| Друг Филин         | Уилл Райт                                                   |
| Миссис Крольчиха   | Маргарет Ли                                                 |
| Ина                | Мэри Лэнсинг                                                |
| Мистер Крот        | Отис Харлан                                                 |

## История создания
В 1933 году права на создание фильма по мотивам книги Феликса Зальтена были выкуплены Сиднеем Франклином — одним из сотрудников студии MGM. Однако через некоторое время стало очевидно, что такой фильм невозможно снять средствами традиционного кинематографа, и в 1935 году Уолту Диснею было предложено создать полнометражную анимационную картину. В результате «Бэмби» стал любимым детищем Уолта Диснея и одним из самых трудоёмких проектов того времени, подход к которому во многом отличался от того, который применялся к предыдущим произведениям студии.
На ранних стадиях разработки художники пытались добиться максимально детального и достоверного отображения действительности, но под влиянием живописи Тайруса Вонга курс резко сменили, сделав ставку не на достоверность, а на эмоциональность и минималистичность рисунка, позволяющую воображению зрителя самостоятельно дорисовывать общую картину. Аналогичный минималистический подход можно заметить как в музыке, так и в построении сюжета — за 70 минут экранного времени персонажами мультфильма было сказано лишь около 800 слов.

## Создатели
- Руководящий режиссёр: Дэвид Хэнд
- Руководитель сюжета: Перс Пирс
- Адаптация сюжета: Ларри Мори
- Музыка: Фрэнк Черчилль, Эдвард Пламб
- Дирижёр: Александр Стейнерт
- Оркестровка: Чарльз Уолкотт, Пол Дж. Смит[англ.]
- Хоровые аранжировки: Чарлес Хендерсон
- Разработка сюжета: Джордж Стэллингс, Мелвин Шав, Карл Фаллберг, Чак Коуч, Ральф Райт
- Режиссёры сцен: Джеймс Алгар, Билл Робертс, Норман Райт, Сэм Армстронг, Пол Сэттерфилд, Грэхэм Хейд
- Художники: Томас Х. Кодрик, Роберт К. Кормак, Аль Зиннен, МакЛарен Стюарт, Ллойд Хартинг, Дэвид Хилберман, Джон Хабли, Дик Келси
- Задние фоны: Мерли Джей Кокс, Тайрус Вонг, У. Ричард Энтони, Арт Рилей, Стэн Спон, Роберт МакДжнтош, Рэй Хуггин, Фравис Джонсон, Эд Левитт, Джо Стэли
- Руководство аниматоров: Франклин Томас, Милтон Кал, Эрик Ларсон, Оливер М. Джонстон мл.
- Аниматоры: Фразер Дэвис, Престон Блэйр, Билл Джастис, Джон Брадбури, Дон Ласк, Бернард Гарбутт, Ретта Скотт, Джошуа Мидор, Кеннет Халтгрен, Фил Дункан, Кеннет О'Брайен, Джордж Роули, Луи Смитт, Арт Палмер, Арт Эллиотт, Дон Тоусли, Марвин Вудворд, Кеннет Мьюс, Рэй Паттерсон, Дон Паттерсон, Джун Паттерсон, Том Рэй,Бен Уошам, Харви Тумбс

## «Бэмби» и последующие мультфильмы Диснея
Многие материалы из «Бэмби» впоследствии были использованы в других мультфильмах студии Уолта Диснея. Наиболее часто использовалась анимация матери Бэмби (эпизод на лугу незадолго до её смерти) — её можно встретить в «Мече в камне», «Книге джунглей», «Спасателях» и «Красавице и Чудовище». Нередко вторично использовалась анимация листьев, лепестков, второстепенных персонажей и т. п. Один из ярких примеров — дождь в «Лисе и охотничьем псе»: здесь повторно использовалась анимация бегущей от дождя фазанихи с птенцами. Примечательно, что мидквел 2006 года — «Бэмби 2» — интенсивно использует оригинальные задние планы «Бэмби», прошедшие компьютерную обработку, а также многие идеи, отброшенные в процессе работы над оригинальным мультфильмом.
Сюжет и художественные приёмы «Бэмби» во многом оказали влияние на другой популярный диснеевский мультфильм — «Король Лев». К примеру, оба мультфильма начинаются рождением главного героя, в обоих мультфильмах главный герой теряет родителя, оба мультфильма заканчиваются сильным пожаром и последующим перерождением природы, а один из символов обоих мультфильмов — главный герой, стоя́щий на вершине скалы. Даже создатели «Короля Льва» не отрицают значительного влияния «Бэмби» на их детище.

## «Бэмби 2»
В 2006 году вышел полнометражный анимационный фильм «Бэмби 2», который находился в разработке с 2001 года. Мультфильм выпустила студия DisneyToon — австралийское подразделение компании Уолта Диснея. «Бэмби 2» является мидквелом и раскрывает и дополняет идеи, которые не были реализованы в первой части.

## Премьеры
- — мировая премьера мультфильма состоялась 8 августа 1942 года в Лондоне (Великобритания)[6].
- — американская премьера прошла 13 августа 1942 года в Нью-Йорке[6]
- — 14 августа 1942 года премьерный показ в Солт-Лейк-Сити[6]
- — с 21 августа 1942 года «Бэмби» демонстрировался на всей территории Соединённых Штатов[6]
- — голливудская премьера мультфильма прошла 29 октября 1942 года в Лос-Анджелесе[6]
- — с 1 января 1943 года демонстрировался на всей территории Соединённого Королевства[6]
- — демонстрировался в турецком прокате с 16 ноября 1944 года[6]
- — демонстрировался в советском прокате с 17 мая 1946 года[6]
- — демонстрировался в малазийком прокате с 6 марта 1950 года[6]